# Волтурино
Волтурино (итал. Volturino) је насеље у Италији у округу Фођа, региону Апулија.
Према процени из 2011. у насељу је живело 1645 становника. Насеље се налази на надморској висини од 729 м.

## Становништво
| 1931. | 1936. | 1951. | 1961. | 1971. | 1981. | 1991. | 2001. | 2011. |
| ----- | ----- | ----- | ----- | ----- | ----- | ----- | ----- | ----- |
| 3.777 | 4.030 | 3.813 | 3.364 | 2.875 | 2.798 | 2.224 | 1.992 | 1.781 |